# Il dolce brivido dell'inganno
Il dolce brivido dell'inganno (Deadly Isolation) è un film tv del 2005 diretto da Rodney Gibbons. Riprese effettuate a Montréal. Titolo per la pubblicazione in DVD: Deadly Isolation - Caccia mortale.

## Trama
Patrick Carlson e il suo complice Kyle Mumford si sono nascosti tra i boschi nel nord di San Francisco, dopo aver rapinato una banca in città portando via una grande quantità di diamanti. Avevano anche un terzo complice, che sarebbe con una donna di nome Susan Mandaway, che aveva perso il marito che si era suicidato. Così Patrick si finge un imprenditore in pensione, Jeff Watkins, che ha avuto un incidente con il suo yacht, portandola nella sua villa. 